# João Etzel Filho
João Etzel Filho (Budapeste, 1915 - Santos, 11 de outubro de 1988) foi um árbitro de futebol brasileiro nascido na Hungria.
Atuou na Copa do Mundo FIFA de 1962. Foi o árbitro da partida entre União Soviética e Colômbia pela fase de grupos do torneio, que terminou empatada pelo placar de 4 a 4.
Morreu aos 73 anos de idade, em decorrência de um infarto do miocárdio.